# Melignomon
Melignomon é um género de ave piciforme da família Indicatoridae, que compreende duas espécies de indicadores.
Este género contém as seguintes espécies:
- Indicador-de-patas-amarelas, (Melignomon eisentrauti)
- Indicador-oliváceo, (Melignomon zenkeri)